# Histoplasma capsulatum
Histoplasma capsulatum, nome dado a fase anamorfa, ou Ajellomyces capsulatus, nome dado a fase teleomorfa, é uma espécie de fungo dimórfico da família Ajellomycetaceae. É o agente etiológico da histoplasmose que acomete animais e seres humanos.

## Nomenclatura e taxonomia
O micro-organismo foi inicialmente descrito como um protozoário pelo patologista americano Samuel Taylor Darling, em 1906, e recebeu o nome de Histoplasma capsulatum. Em 1912, o parasitologista brasileiro Henrique da Rocha Lima ao comparar o parasita de amostras de tecido dos pacientes de Darling com o da leishmaniose e o Cryptoccocus farciminosus, que causava uma linfangite epizoótica em cavalos, concluiu que o H. capsulatum era um fungo e não um protozoário. Em 1934, o patologista americano William de Monbreun cultivou o fungo pela primeira vez, identificando-o como dimórfico e reconhecendo-o como o agente etiológico da histoplasmose. Em 1972 após estudar a reprodução sexuada e determinar que o fungo era heterotálico, Kwon-Chung criou um novo nome para o estágio perfeito do micro-organismo, Emmonsiella capsulata. Em 1979, McGinnis e Katz reexaminaram a validade taxonômica do gênero Emmonsiella e determinaram que a correta designação da espécie era no gênero Ajellomyces, recombinando-a para Ajellomyces capsulatus, e transformando Emmonsiella num sinônimo de Ajellomyces.
Em 1873, Sebastiano Rivolta descreveu uma espécie de micro-organismo parasita de cavalos como Cryptococcus farciminosus, que em 1934 foi recombinada para Histoplasma farciminosum por Piero Redaelli e Raffaele Ciferri. Em 1985, a espécie foi reduzida a uma variedade do H. capsulatum, Histoplasma capsulatum var. farciminosum. Em 1952, Vanbreuseghem descreveu uma nova espécie de fungo encontrada apenas na África como Histoplasma duboisii; e em 1960, Raffaele Ciferri reduziu a espécie a uma variedade, Histoplasma capsulatum var. duboisii. Estudos das formas reprodutivas e de sequências parciais de rRNA corroboram o status de variedade para o duboisii, entretanto, o estudo de sequências de DNA suporta o reconhecimento de duboisii como uma espécie distinta.